# 內恰伊夫卡 (蘇梅州)
51°18′16″N 33°40′19″E / 51.30444°N 33.67194°E
內恰伊夫卡（羅馬化：Nechaivka）是位於烏克蘭東北部的村莊，由蘇梅州科諾托普區的布林市鎮負責管轄。該村處於恰沙河左岸，距離扎里奇內6公里和赫溫托韋2公里，海拔高度130米，2001年人口255。